# Lucius Naevius Aquilinus
 (novembre 2019).
Si vous disposez d'ouvrages ou d'articles de référence ou si vous connaissez des sites web de qualité traitant du thème abordé ici, merci de compléter l'article en donnant les références utiles à sa vérifiabilité et en les liant à la section « Notes et références ».
 (décembre 2019).
Lucius Naevius Aquilinus est un homme politique de l’Empire romain.

## Biographie
Il est consul en 249 avec pour collège Lucius Fulvius Gavius Numisius Aemilianus, Il est proconsul d'Afrique sous Gallien, soit vers 260/1 ou soit vers 265. Il fut patron de la petite cité de Thibursicum Bure, actuel Téboursouk.
On lui connait deux fils, Naevius Balbinus Aquilinus, clar vir, qui fut légat de son père en Afrique ainsi que patron de Thibursicum Bure; et Lucius Naevius Flavius Iulianus Tertullus Aquilinus, clar puer.